# Walter Alvarez
Walter Alvarez (* 3. října 1940) je americký geolog, proslavený zejména jako spoluautor impaktní hypotézy o vyhynutí dinosaurů na konci druhohorní křídy. Tuto hypotézu vypracoval po výzkumu hranice K-Pg v italském Gubbiu na konci 70. let 20. století.

## Impaktní teorie o vyhynutí dinosaurů
Spolu se svým slavným otcem, nositelem Nobelovy ceny za fyziku Luisem Alvarezem (1911 - 1988) a týmem chemiků z Berkeley (včetně Franka Asara) odhalil v roce 1980 vysoké obohacení jílové vrstvy mezi křídou a terciérem (paleogénem) nadměrným množstvím těžkého kovu iridia. Z toho Alvarez usoudil, že se před 65 miliony let Země srazila s asi desetikilometrovou planetkou. Dnes je tato událost posunuta na dobu před 66 miliony let. Impaktní kráter odpovídající velikosti (průměr 180 km) byl skutečně objeven a o deset let později představen veřejnosti - jedná se o kráter Chicxulub v Mexickém zálivu. Dnes je impaktní teorie vyhynutí dinosaurů s jistými obměnami stále nejvíce preferovanou verzí příčin velkého vymírání K-T. Walter Alvarez stále působí na Kalifornské unverzitě v Berkeley a je autorem dvou knih (zejména T. rex and the Crater of Doom, pojednávající o historii impaktní teorie). Alvarez je také spoluautorem "velkých dějin" v podobě projektu Chronozoom.